# Národní úřad pro kybernetickou a informační bezpečnost
Národní úřad pro kybernetickou a informační bezpečnost (NÚKIB) je ústředním správním úřadem pro kybernetickou bezpečnost včetně ochrany utajovaných informací v oblasti informačních a komunikačních systémů a kryptografické ochrany. Sídlem tohoto úřadu je Brno. Zavedla jej od 1. srpna 2017 novela (zákon č. 205/2017 Sb.) zákona o kybernetické bezpečnosti, tedy zákona č. 181/2014 Sb., ve znění pozdějších předpisů. Od 1. července 2022 je ředitelem NÚKIB Lukáš Kintr. Předtím byl ředitelem od března 2020 do června 2022 Karel Řehka a předtím do 16. prosince 2019 Dušan Navrátil.

## Činnost
NÚKIB vykonává celou řadu činností dle zákona, například: vydává opatření, ukládá příslušné správní tresty, působí jako koordinační orgán ve stavu kybernetického nebezpečí, zajišťuje prevenci, vzdělávání a metodickou podporu v oblasti kybernetické bezpečnosti a ve vybraných oblastech ochrany utajovaných informací, provádí analýzu a monitoring kybernetických hrozeb a rizik, vykonává působnost v oblasti veřejné regulované služby (anglicky Public Regulated Service; PRS) Evropského programu družicové navigace Galileo atd. Úřad dále též vykonává příslušnou kontrolu.
NÚKIB sídlí v budově kybernetického centra v Brně-Žabovřeskách v Mučednické ulici. V plánu je vybudování nové budovy v areálu kasáren v Černých Polích, kde má působit až 400 pracovníků. Nové sídlo má být uvedeno do provozu v roce 2023. Správní činnost NÚKIB a přestupky poskytovatelů služeb elektronických komunikací podrobně doplnil Zákon o právu na digitální služby (změna zákona o kyb. bezpečnosti).

## Historie
Národní úřad pro kybernetickou a informační bezpečnost zahájil se 120 zaměstnanci svoji činnost 1. srpna 2017 a převzal agendy Národního bezpečnostního úřadu, která byla v působnosti Národního centra kybernetické bezpečnosti (NCKB), jež fungovalo od roku 2011. NÚKIB převzal sídlo v Brně-Žabovřeskách v Mučednické ulici, které do té doby sloužilo NCKB. 